# Judah Folkman
Dr. Judah Folkman (Cleveland, 24 februari 1933 - 14 januari 2008) was een Amerikaanse celwetenschapper, die bekend is geworden door zijn onderzoek naar de groei van bloedvaten.
Folkman werd geboren in Cleveland, Ohio, waar hij studeerde aan de Ohio State University en daarna Harvard Medical School. Na zijn promotie ging hij werken bij het Massachusetts General Hospital, alwaar hij opklom naar chef van de afdeling chirurgie. Gedurende deze tijd onderzocht hij leverkanker en atrio-pacemakers. Zijn werk werd beloond met onder andere de Ernst Jung-Preis für Medizin, de Boylston Medical Prize, Soma Weiss Award en de Borden Undergraduate Award in Medicine.
Tussen 1960 en 1962 diende Folkman voor de Amerikaanse marine, waar hij de groei van bloedvaten bestudeerde. In 1971 publiceerde hij een artikel in de New England Journal of Medicine, waarin hij claimde dat alle kankergezwellen afhankelijk waren van het groeien van bloedvaten vanuit reeds bestaande vaten (angiogenese). Hoewel zijn hypothese door de meeste experts in eerste instantie werd verworpen, ging Folkman toch door met zijn onderzoek. Na een aantal jaren werd zijn theorie wereldwijd geaccepteerd. Hij wordt nu beschouwd als de grootste expert op dit gebied en de ontdekker van angiogenese, wat nu veel perspectieven biedt voor nieuwe medicijnen. Hij heeft verscheidene hoge personen in de medicijn- en biomedische wereld getraind, waaronder Donald Ingber en Robert Langer.
Folkman was tevens Professor in de celbiologie op de Harvard Medical School en directeur van het Vascular Biology Program in het kinderziekenhuis van Boston.
- Bibsys: 1060012
- CiNii: DA16420978
- Gemeinsame Normdatei: 133892530
- International Standard Name Identifier: 0000 0000 7881 1197
- Library of Congress Control Number: n92806282
- Virtual International Authority File: 17149294080080520438